# パチスロ5号機一覧
パチスロ5号機一覧（パチスロ5ごうきいちらん）は、2004年7月1日付けで改正された「遊技機の認定及び型式の検定等に関する規則」に基づいた検定を通過したパチスロ機（いわゆる「5号機」）の一覧である。それ以前の規則による検定を通過したパチスロ機（いわゆる「4号機」以前のパチスロ機）についてはパチスロ0-3号機一覧及びパチスロ4号機一覧を参照のこと。
- 表記は「機種名」（メーカー）の順とする。
- 五十音順掲載。

注意：以下のタイトルは一般名詞や各社の登録商標とかぶることがあるので、リンクを作るときはリンク先の題名作りに特に留意してください!
| 目次 | 目次 | 目次 | 目次 | 目次 | 目次 | 目次 | 目次 | 目次 | 目次 | 目次 |
| ---- | ---- | ---- | ---- | ---- | ---- | ---- | ---- | ---- | ---- | ---- |
| わ   | ら   | や   | ま   | は   |      | な   | た   | さ   | か   | あ   |
|      | り   |      | み   | ひ   |      | に   | ち   | し   | き   | い   |
| を   | る   | ゆ   | む   | ふ   |      | ぬ   | つ   | す   | く   | う   |
|      | れ   |      | め   | へ   |      | ね   | て   | せ   | け   | え   |
| ん   | ろ   | よ   | も   | ほ   |      | の   | と   | そ   | こ   | お   |

## あ

### あ
- 嗚呼!我ら日本松柔道部（ウィンネットテクノロジー）
- アイムジャグラーAPEX（北電子）
- アイムジャグラー7（北電子）
- アイムジャグラーEX（北電子）
- アイムジャグラーSP（北電子）
- アイムマジック（パラジェーピー）
- 青ドン（ミズホ）
- 青ドン 花火の極（エレコ）
- 青ドン 花火の匠（エレコ）
- 赤JACK（ヤーマ）
- 赤ドン（ミズホ）
- 赤ドン雅（エレコ）
- アカネ55（ネット）
- アクアビーナス（平和）
- 悪魔城ドラキュラ（KPE）
- 悪魔城ドラキュラII（KPE）
- 悪魔城ドラキュラIII（KPE）
- アゲパラ（SANKO）
- アストロ球団（JPS）
- 天晴招猫（エマ）
- アドリブ王子（三洋物産）
- ANIMAL（ニューアーク）
- アニマル浜口のパチスロは気合ダァ!!（平和）
- アニマルPB（オルカ）
- アフロのモンチ（SNKプレイモア）
- アベノ橋魔法商店街（ビスティ）
- 甘ぴかっ（オーイズミ）
- アリカの華麗なる空中ブランコ（SNKプレイモア）
- アルティメットブレイク拳（ミズホ）
- アレックス7R（アルゼ）
- アントニオ猪木が元気にするパチスロ機（オリンピア）
- アントニオ猪木が伝説にするパチスロ機（オリンピア）
- アントニオ猪木も燃えるパチスロ機（平和）

### い
- いくぜ!大工の源さん（三洋物産）
- イケイケめんそーれ-30（エマ）
- 犬キング（コルモ）
- いみそ〜れ2（エマ）
- インディ・ジョーンズS（SANKYO）

### う
- ヴァンパイア（エンターライズ）
- ウイニングレッド（JPS）
- ウイングマン（オリンピア）
- うまい棒（エマ）
- 海人（トリビー）
- ウルトラキューティーハニー（メーシー）
- ウルトラマン・ザ・スロット（山佐）

### え
- エアマスター（IGT）
- エイリアン2（アビリット）
- エージェントクライシス（エレコ）
- エニイバー（ヤーマ）
- エピソードドライブ（ニューギン）
- エマニエル（マツヤ商会）
- エリア88（イレブン）

### お
- オアシス(パイオニア)
- お江戸捜査線（タイヨーエレック）
- 大江戸漫遊記（ファースト）
- 沖伝説-30（トロージャン）
- 沖ドキ！（アクロス）
- 沖ドキ！30（アクロス）
- 沖楽（アイウィル）
- 沖らぐーん（ブリッジ）
- お座敷の茶々（バルテック）
- 押忍!!空手部（イレブン）
- 押忍!番長2（大都技研）
- 押忍！操（大都技研）
- 漁師・網平《おとこあみへい》（アビリット）
- 男気!祭野郎（藤興）
- 鬼浜外伝 ハヤト疾風伝（高砂電器産業）
- 鬼浜爆走紅蓮隊 爆音烈士編（アビリット）
- 鬼火（ニューギン）
- お庭deドン!（バルテック）
- 小野真弓のかわいい日本昔話（オーイズミ）
- OFF SHORE（ニュー・モンキー）
- 俺の名はルパン三世（平和/オリンピア）

## か

### か
- 快傑ハリマオ（オリンピア）
- 怪胴王（アリストクラートテクノロジーズ）
- 回胴合体ゴーケンオーV（ネット）
- 回胴黙示録カイジ2（ロデオ）
- 快盗天使ツインエンジェル（トリビー）
- 快盗天使ツインエンジェル2（サミー）
- 快盗天使ツインエンジェル3（サミー）
- 海遊記（ベルコ）
- ガオガオフェスティバル（SANKYO）
- 科学忍者隊ガッチャマン（タイヨー）
- 科学忍者隊ガッチャマンGR（岡崎産業）
- カギヤ-30（トリビー）
- 格闘激戦区（エレコ）
- 学習パチスロ国語（遊人）
- 学習パチスロ算数（遊人）
- 学習パチスロ理科（遊人）
- 革命戦士長州力（トリビー）
- 旋風の用心棒　胡蝶の記憶（ロデオ）
- 神たま（SNKプレイモア）
- 神たま〜ARTやで!全員集合〜（SNKプレイモア）
- 神たま2〜あっぱれ超みこし祭〜（SNKプレイモア）
- 仮面ライダーDX走れ!スーパーバイク編（サミー）
- 仮面ライダーDX回れ!変身ベルト編（サミー）
- 鴉-KARAS-（アビリット）
- 空手バカ一代（オリンピア）
- カリビアンクイーン（ネット）
- 餓狼伝説（SNKプレイモア）
- 餓狼伝説Special（SNKプレイモア）
- 監獄JACK（アリストクラートテクノロジーズ）
- 完熟チェリー（タイヨー）
- CANスロ（オルカ）
- 元祖!大江戸桜吹雪（平和）
- 元祖ハネスロ（オーイズミ）
- がんばれ元気（ヤーマ）
- がんばれ元気 激闘編（ヤーマ）
- がんばれゴエモン2奇天烈回胴活劇（KPE）
- がんばれ満月姫!（トリビー）

### き
- 機動警察パトレイバー（アビリット）
- 機動警察パトレイバーX（アビリット）
- 逆境ナイン（三洋物産）
- キャッシュマン（アリストクラートテクノロジーズ）
- キャッツ・アイ（オリンピア）
- キャッツアイ-恋ふたたび（オリンピア）
- キャプテンシャーク（KPE）
- キャプテンハーロックG（SANKYO）
- ギャラクシーウィング（オーイズミ）
- 球児（SNKプレイモア）
- 球児2（SNKプレイモア）
- キューティーハニー3（エレコ）
- 恐怖新聞（アリストクラートテクノロジーズ）
- 恐怖新聞〜第二章〜（アリストクラートテクノロジーズ）
- ギラギラ爺サマー（大都技研）
- 銀河英雄伝説（ミズホ）
- 銀河豪華客船クイーンギャラクシア（オーイズミ）
- 銀河鉄道物語（SANKYO）
- キングガッパ（エレコ）
- キングガルフ2（藤興）
- キング・コング（ビスティ）
- キングハイビ-30（パイオニア）
- キングハナハナ-30（パイオニア）

### く
- クイージ（コルモ）
- QUEEN JACK（岡崎産業）
- 熊酒場（ネット）
- クラシックジャグラー（北電子）
- クラッシュ・バンディクー（サミー）
- クラッピーパーク（ビーム）
- グラディウス・ザ・スロット（KPE）
- クランキーコンドルX（エレコ）
- くりぃむしちゅー（ロデオ）
- クリエーターMKII-30（北電子）
- ぐるぐる爆侍（JPS）
- クレアの秘宝伝〜はじまりの扉と太陽の石〜（大都技研）
- クレイジージョーカー（清龍ゲームジャパン）
- グレートエンペラー（遊人）
- グレートエンペラーV（遊人）
- 紅三四郎（JPS）
- クロスバレット（ニューギン）

### け
- 月光仮面（北電子）
- ゲッターマウス7R（アルゼ）
- ゲッターロボ（エレコ）
- GETだ!BILLY（エレコ）
- ゲット ザ ランカー（アリストクラートテクノロジーズ）
- けものっち!（サミー）
- 剣豪（DAXEL）
- 幻獣覇王（IGTジャパン）
- 幻想水滸伝（KPE）

### こ
- KODA KUMI PACHISLOT LIVE IN HALL（SANKYO）
- KODA KUMI PACHISLOT LIVE IN HALL II（SANKYO）
- 皇帝30（遊人）
- コウヘイ最凶伝〜地獄の閻魔覚醒の刻〜（アビリット）
- 国際サラリーマンとおるくん（KPE）
- 極楽パロディウス（KPE）
- 極楽パロディウスA（KPE）
- ココナナ（ネット）
- ゴジラ パチスロウォーズ（サミー）
- GS美神 極楽大作戦!!（アビリット）
- コータローまかりとおる!（IGT）
- ゴッドハンターV（SANKYO）
- コードネームアスカ（三洋物産）
- コード・ルージュ（ネット）
- COBRA THE SLOT（藤商事）
- コミックワールド沖（バルテック）
- ゴルゴ13 THE PROFESSIONAL（平和）
- ご～るでんし～さ～（ラスター）
- ゴールデンベルE（ベルコ）
- ゴールドシオ30（パイオニア） ※「シオラー30VII」は販売名が違うのみの同型機
- コリアンドラム30（パラジェーピー）
- コリアンドラムS2-30（パラジェーピー）
- コンチネンタルV（メーシー販売）

## さ

### さ
- SAIsai（北電子）
- サイバードラゴン2（山佐）
- サイボーグ009〜地上より永遠に〜（高砂電器産業）
- 魁!!男塾（ロデオ）
- ザ・キング・オブ・ファイターズ（SNKプレイモア）
- ザ・キング・オブ・ファイターズ2（SNKプレイモア）
- サクスロ（ラスター）
- サクラ大戦（エレコ）
- 桜姫（ウィンネットテクノロジー）
- THE GOLF（ファースト）
- サザンドリーム（ネイチャー・アセスメント）
- サシバE-30（トリビー）
- さすがの猿飛（IGT）
- ザ・ドゥーナッツのトンdeピース（ラスター）
- 真田純勇士（ニューギン）
- 侍ジャイアンツ（ニューギン）
- 侍ジャイアンツ2（ニューギン）
- サムライスピリッツ鬼（SNKプレイモア）
- サムライチャンプルー（ニューギン）
- サムライチャンプルー極（ニューギン）
- サラマンダー（ビーム）
- 残機尽きるまで私は戦う（トリビー）
- 三國志（IGT）
- 三国争覇伝（ウィンネットテクノロジー）
- サンサンオアシスキュイーンVer.（パイオニア）
- サンサンハナハナ-30（パイオニア）
- サンダーバードNEO（藤商事）
- サンダーVスペシャル（エレコ）
- サンタフェスタ（タイヨー）
- サンバ×サンバ（KPE）

### し
- ジ アマゾンロード（ウィンネットテクノロジー）
- 爺サマー（大都技研）
- シェイクII（大都技研）
- しぇんしぇーのスロットマシーン30（トリビー）
- 潮風（ニュー・モンキー）
- シオサー-30（パイオニア）
- シオサイ-30（パイオニア）
- シオサイマックス-30（パイオニア）
- 時空大作戦（岡崎産業）
- シークレット・プリンセス（IGT）
- 256《ジゴロ》（SNKプレイモア）
- シーシー（コルモ）
- Sister Quest（SNKプレイモア）
- Sister Quest2〜魔剣の騎士と白銀の巫女〜（SNKプレイモア）
- G-SPIN（ユニバーサル）
- GTO（ビスティ）
- シー・トラッド（岡崎産業）
- 忍魂（大都技研）
- 忍魂弐〜烈火ノ章〜（大都技研）
- 島唄（オリンピア）
- 島育ち（オリンピア）
- ジャイアン〜情熱のタイ編〜（ラスター）
- ジャックと豆の木（ヤーマ）
- ジャックポットトロピカルバージョン（岡崎産業）
- シャドウハーツII（ミズホ）
- ジャンキージャグラー（北電子）
- ジャンジャンカーニバル（SNKプレイモア）
- ジャンジャン飯店（コルモ）
- ジャンジャン年中猛特訓（SNKプレイモア）
- 雀龍桜花（KPE）
- シュート!（JPS）
- JUDOZ（アリストクラートテクノロジーズ）
- 新鬼武者（ロデオ）
- 真・黄門ちゃま（平和）
- 真・三國無双（オリンピア）
- 新世紀エヴァンゲリオン（ビスティ）
- 新世紀エヴァンゲリオン 〜魂の軌跡〜（ビスティ）
- 新世紀エヴァンゲリオン 〜まごころを、君に〜（ビスティ）
- 新世紀エヴァンゲリオン 〜約束の時〜（ビスティ）
- 新装開店パチってスロット（スパイキー）
- シンゾウニンゲン（JPS）
- 新造人間キャシャーン（JPS）
- 人造人間キカイダー（平和）
- シンデレラブレイド（NET）
- 新日本プロレスまでもがパチスロ機（平和）
- シンハッケンデン（コルモ）
- 新・吉宗（大都技研）

### す
- スカイラブ（SNKプレイモア）
- スカイラブ2 ～再会の空～（SNKプレイモア）
- スカイラブ3（SNKプレイモア）
- 凄忍（ユニバーサル）
- スター・ウォーズR（SANKYO）
- スターフルーツ（ニュー・モンキー）
- スターフルーツプレミアム（ニュー・モンキー）
- スターマンアイズ（SANKO）
- スターマンバイキング（SANKO）
- ストップ!!ひばりくん!（SANKYO）
- ストライクゾーンin美麗II（バルテック）
- ストリートファイターIV（エンターライズ）
- スーパーアイムマジックEX（パラジェーピー）
- スーパーアロハ（パイオニア）
- スパイガール（KPE）
- スパイダーマン2（サミー）
- 超お父さん（SNKプレイモア）
- 超お父さん2（SNKプレイモア）
- スーパーキューティーハニー（エレコ）
- スーパージャックポット（ヤーマ）
- スーパーセブン（パイオニア）
- スーパービンゴSP3（ベルコ）
- スーパービンゴV（ベルコ）
- スーパーボム（SNKプレイモア）
- スーパーマジカルセブン（トリビー）
- スーパーリアル麻雀（メーシー）
- スーパールーレット（ネイチャー・アセスメント）
- スペシャルオアシス（パイオニア）
- スペシャルハナハナ-30（パイオニア）
- スペシャルハナハナII-30（パイオニア）
- ズーマニア（アリストクラートテクノロジー）
- スモモチャン（ニューギン）
- スロ原人（アビリット）
- スロット春夏秋冬（西陣）
- スロットチャンネルTV（アビリット）
- スロット代紋TAKE2（エレコ）
- スロットニュートラッド（岡崎産業）
- スロット花満開AR1（西陣）
- スロット花満開サクラ吹雪タイプ（西陣）
- ZUMI（トロージャン）
- スロット伝説中森明菜（大一商会）
- SLOTとんでも戦士ムテキング（ミズホ）

### せ
- 西部警察（ニューギン）
- ゼットゴールドEX（ネット）
- セブンボンバーA（バルテック）
- せみ（オルカ）
- 009-1（オーイズミ）
- 戦国回胴記（ニューギン）
- 戦国物語（ニューギン）
- 戦慄（エール）

### そ
- 続・お見事!サブちゃん（オリンピア）
- ソニックライブ（ロデオ）

## た

### た
- 大逆転（ウィンネットテクノロジー）
- 大山鳴動 漢みちスロ!（ウィンネットテクノロジー）
- ダイナマイトマン（JPS）
- ダイナマイトリターンズ（IGT）
- ダイナミックサンダーV（エレコ）
- 逮捕しちゃうぞ（IGT）
- タイムリミット（JPS）
- タイムレスキュー（山佐）
- 竹中直人のパチスロ太閤記（ラスター）
- タコスロ7R（アルゼ）
- 楽シーサーR（SANKYO)
- ダッシュ勝平（オーイズミ）
- ダブルアタック（オーイズミ）
- Wキャッツ（ファースト）
- タワラカワラ（ウィンネットテクノロジー）
- ダンス☆マン（アリストクラートテクノロジーズ）
- 探偵歌劇 ミルキィホームズTD 消えた7と奇跡の歌（DAXEL）
- 探偵物語TURBO（オリンピア）
- 大漁２（北電子）

### ち
- チキチキボカン（オーイズミ）
- ちゅらそ〜れ（エマ）
- ちゅら姫SUN（エレコ）
- 春麗にまかせチャイナ（エンターライズ）
- ちょいスゴ!!アリババインファンタジア（エレコ）
- 蝶々乱舞（オリンピア）

### つ
- ツインビー（KPE）
- ツインモンキー（ニュー・モンキー）
- つばさTAKEOFF（コルモ）

### て
- TIMという名のパチスロ機（平和）
- ディスクアップオルタナティブ（サミー）
- ティーダ2（山佐）
- DECOICHI（タイヨー）
- デコトラの鷲（大都技研）
- デジスロA（ベルコ）
- デジスロF（ベルコ）
- デジスロV-30（ベルコ）
- デジパラダイス（デージー）
- デジタル所さん（大一商会）
- デートライン銀河3（WIN NET TECHNOLOGY）
- 出番だ!葉月ちゃん（エレコ）
- デビルマンII-悪魔復活-（エレコ）
- デビルマン3（エレコ）
- デビルメイクライ3（ロデオ）
- 出ましたハクション大魔王（サミー）
- デュエルドラゴンキングダム（エレコ）
- デルタトリガー（ニューギン）
- デルピエロ（オーイズミ）
- 天下布武2（山佐）
- 天下無敵!サラリーマン金太郎（ロデオ）
- 天空のシンフォニア（コルモ）
- 電撃ネットワーク（トリビー）
- 電撃フランケン（エレコ）
- テンションブースター（北電子）
- 天誅（ニューギン）
- 天地を喰らう（ロデオ）

### と
- ToHeart2（タイヨーエレック）
- Dooms Day（ファースト）
- 特命係長 只野仁（ニューギン）
- ドカベンD（ロデオ）
- ドキッと!ビキニパイ（ネット）
- ドキドキ赤ずきん（SNKプレイモア）
- ときめきメモリアル（KPE）
- ドキューン（三洋物産）
- 常夏アロハ（オーイズミ）
- ど根性ガエルS（ロデオ）
- トップをねらえ2!（平和）
- 怒濤の剣（ミズホ）
- ドラキュラ（ネット）
- ドラゴノーツ -ザ・レゾナンス-（オリンピア）
- ドラゴンギャル〜ルーと伝説の黄金龍〜（SNKプレイモア）
- ドリスタ -ミントのヒロイン救出大作戦-（ネット）
- トリプルAVII-30（アルチザン）
- トリプル沖V-30（デンケン販売）
- トリプルクラウン-30（清龍ゲームジャパン）
- トリプルクラウンS2-30（清龍ゲームジャパン）
- トリプルクラウン 25φ（清龍ゲームジャパン）
- トリプルC-30（トロージャン）
- TRIPLE STAR-30（プレノ）
- トリプルチャンス-30（WIZARD）
- トリプルチャンスV-30（WIZARD）
- 捕物帳 斬（ベルコ）
- ドリームJラッシュ（ラスター）
- ドルマッチ（JPS）
- トレジャーパイレーツ（KPE）
- トロピカセブンS-30（パラジューピー）
- どんまい!!ちゅ～吉（JPS）

## な

### な
- ナゴスロ金鯱だがね（ニューギン）
- ナースウィッチ小麦ちゃんマジカルて（JPS）
- ナチユリ（ニューギン）
- 七色未来（SNKプレイモア）
- 南国姉妹-30（アスワン東京）
- 南国育ち（オリンピア）
- 南国育ちスペシャル（オリンピア）
- 南国美人（オリンピア）
- 南国娘（オリンピア）

### に
- 新妻イルカ夫人（アビリット）
- 日本一の桃太郎CT5（ベルコ）
- 日本一の桃太郎CT30（ベルコ）
- 日本ブレイク工業（平和）
- 2027（JPS）
- 2027X（JPS）
- 2027II（JPS）
- 2027IINEO（JPS）
- ニューオアシス（パイオニア）
- ニューダイナマイトキッズ（マツヤ商会）
- ニュートリプルクラウン30（清龍ゲームジャパン）
- ニューハナハナ30（パイオニア）
- ニューパルサー3（山佐）
- ニューパルサーEvolution（山佐）
- ニューパルサーV（山佐）
- ニューパルサーV2（山佐）
- ニューパルサーRED（山佐）
- ニューペガサス（エマ）

### ね
- NEOイミソーレ-30（エマ）
- NEO花物語（オーイズミネオ）
- ネオン物語（中京遊技）
- 熱血硬派くにおくん（タイヨーエレック）

### の
- 信長の野望Online（IGT）
- 信長の野望 天下創世R（IGT）
- 信長の野望 天下創世 第二の刻（IGT）
- ノーマルだよ!サブちゃん（オリンピア）

## は

### は
- ハイアップ マシンガンバージョン（タイヨー）
- はいさい潮姫（エレコ）
- ハイサイ蝶特急（タイヨー）
- ハイサイネオ（トロージャンネオス）
- HAIBいちろう（イープレイ）
- ハイハイ-30（パイオニア）
- 極お父さん〜舞い降りた天使???〜（SNKプレイモア）
- ハイハイオアシス（パイオニア）
- ハイパー娘（SNKプレイモア）
- ハイパールーレット（ネイチャー・アセスメント）
- バウンティキラー（山佐）
- 爆音伝説サクラ（KPE）
- 爆走列島（SNKプレイモア）
- 幕末維新　龍馬列伝（DAXEL）
- 幕末浪漫 月華の剣士外伝〜あかりと七つの妖珠〜（SNKプレイモア）
- バーグラー（メーシー）
- 浮浪雲（北電子）
- 激シーサー（NET）
- バケーション（ネイチャー・アセスメント）
- バジリスク 〜甲賀忍法帖〜（ミズホ）
- 走れメロス（JPS）
- バタフライ（デンケン販売）
- パタリロ!（アビリット）
- パチスロあしたのジョー（サミー）
- パチスロアカギ（藤商事）
- パチスロアタックNo.1（三洋物産）
- パチスロあっぱれ応援団（KPE）
- パチスロあっぱれ剣士道（タイヨーエレック）
- パチスロ暴れん坊将軍（藤商事）
- パチスロ一騎当千 Dragon Destiny（タイヨー）
- パチスロ一騎当千2 Brilliant Battle（タイヨー）
- パチスロ一騎当千BB Gaiden（タイヨー）
- パチスロウイングマン（オリンピア）
- パチスロ宇宙刑事ギャバン（銀座）
- パチスロ宇宙戦艦ヤマト（山佐）
- パチスロうる星やつら（銀座）
- パチスロうる星やつら2（サミー）
- パチスロウルトラセブン（山佐）
- パチスロエイム（オルカ）
- パチスロエイリアンVSプレデター（藤商事）
- パチスロエイリヤンビギンズ（サミー）
- ぱちスロAKB48（京楽産業.）
- ぱちスロST行け!稲中卓球部（サミー）
- ぱちスロSTゴジラ（サミー）
- パチスロX JAPAN（SANKYO）
- パチスロお天気お姉さん（バルテック）
- ぱちすろおり姫は告知がお好き（銀座）
- パチスロ俺の空 蒼き正義魂（ロデオ）
- パチスロ女ねずみ小僧ただいま参上!（KPE）
- パチスロ皆伝丸-朝姫奪還編（アリストクラートテクノロジーズ）
- パチスロガメラ（ロデオ）
- パチスロがんばれ!!ロボコン（サミー）
- パチスロキャプテンハーロックG（SANKYO）
- パチスロ巨人の星IV 青春群像編（アリストクラートテクノロジーズ）
- パチスロ巨人の星V 汗と涙と根性編（アリストクラートテクノロジーズ）
- パチスロ巨人の星 頑固一徹（アリストクラートテクノロジーズ）
- パチスロ機動新撰組 萌えよ剣（タイヨーエレック）
- パチスロ機動戦艦ナデシコ（SANKYO）
- パチスロ「機動戦士ガンダムII 〜哀・戦士編〜」（山佐）
- パチスロ「機動戦士ガンダムIII 〜めぐりあい宇宙編〜」（山佐）
- パチスロ銀と金（タイヨーエレック）
- パチスロキン肉マン（山佐）
- パチスロクローズ（トリビー）
- パチスロクローズ武装戦線（トリビー）
- パチスロ黒ひげ危機一発（山佐）
- パチスロ月面兎兵器ミーナ（スパイキー）
- パチスロケロット（山佐）
- パチスロケロット〜スウィートver.〜（山佐）
- パチスロケロット2（山佐）
- パチスロ交響詩篇エウレカセブン（サミー）
- パチスロ黄門ちゃま〜光れ!正義の印籠編!〜（オリンピア）
- パチスロコードギアス 反逆のルルーシュ（サミー）
- パチスロゴルゴ13（オリンピア）
- パチスロサクラ大戦3（サミー）
- パチスロサクラ大戦3 Loop ver.（サミー）
- パチスロTHE BLUE HEARTS（銀座）
- パチスロシティーハンター（銀座）
- パチスロじゃりン子チエ（バルテック）
- パチスロじゃりン子チエ 雷蔵伝説（バルテック）
- パチスロ湘南爆走族（大一商会）
- パチスロ新鬼武者（ロデオ）
- パチスロ真・女神転生（タイヨーエレック）
- パチスロスクール・ウォーズ（銀座）
- パチスロストリートファイターIV（エンターライズ）
- パチスロスパイダーマン3（サミー）
- パチスロスーパー海物語（三洋物産）
- パチスロスーパー海物語IN沖縄（三洋物産）
- ぱちすろ星羅はお告げがお好き（銀座）
- パチスロ絶対衝激（アリストクラートテクノロジーズ）
- パチスロ戦国BASARA2（エンターライズ）
- パチスロ戦国無双（山佐）
- パチスロ戦国無双〜猛将伝〜（山佐）
- パチスロ装甲騎兵ボトムズ（サミー）
- パチスロ創聖のアクエリオン（SANKYO）
- パチスロ蒼天の拳（サミー）
- パチスロ超時空要塞マクロス（SANKYO）
- パチスロ超重神グラヴィオン（ロデオ）
- パチスロツインエンジェルBREAK（サミー)
- パチスロデジスロA（ベルコ）
- パチスロ鉄拳2nd（山佐）
- パチスロ鉄拳伝タフ（オーイズミ）
- パチスロ鉄拳伝タフ 2nd ROUND（オリンピア）
- パチスロ哲也〜雀聖と呼ばれた男〜（アリストクラートテクノロジーズ）
- パチスロ哲也 新宿vs上野-雀聖と呼ばれた男-（アリストクラートテクノロジーズ）
- パチスロ天外魔境卍MARU（三洋物産）
- パチスロ伝説の巫女（タイヨーエレック）
- パチスロ24 -TWENTY FOUR-（大都技研）
- パチスロ遠山の金さん（大一）
- パチスロKNIGHT RIDER（銀座）
- パチスロバイオハザード（山佐）
- パチスロバツ＆テリー（バルテック）
- パチスロバックトゥザフューチャーデラックス（ロデオ）
- パチスロハードボイルド（サミー）
- パチスロひぐらしのなく頃に祭（オーイズミ）
- パチスロ秘密戦隊ゴレンジャー（SANKYO）
- パチスロビューティフルジョー（エンターライズ）
- パチスロピンポン（三洋物産）
- パチスロ格闘美神ウーロン（サミー）
- パチスロBLOOD+（タイヨーエレック）
- パチスロブルース・リー(藤商事）
- パチスロプレイボーイ（山佐）
- パチスロプレイボーイ-30（山佐）
- パチスロプレイボーイLimited Edition（山佐）
- パチスロベルサイユのばら（タイヨーエレック）
- パチスロヘルズゲート（バルテック）
- パチスロ北斗の拳　世紀末救世主伝説（サミー）
- パチスロ「ぼのぼの」〜スウィートver.〜（山佐）
- パチスロポパイブリッド（サミー）
- パチスロ魔法少女まどか☆マギカ（メーシー）
- パチスロ桃太郎電鉄（サミー）
- パチスロモンキーターン（山佐）
- パチスロ安田大サーカス（バルテック）
- パチスロリッジレーサー（ニイガタ電子精機）
- パチスロリッジレーサー2（ニイガタ電子精機）
- パチスロリングにかけろ1〜黄金の日本Jr.編〜（タイヨーエレック）
- パチスロろくでなしBLUES（サミー）
- パチスロ笑ゥせぇるすまん（三洋物産）
- パチってスロット（スパイキー）
- バチヘビノッチ（アルゼ）
- バーチャファイターF（ロデオ）
- バーチャファイターT（ロデオ）
- バツ&テリー（バルテック）
- バックトゥザフューチャー（タイヨー/ロデオ）
- ハッピージャグラーV（北電子）
- バトルアスリーテス大運動会（ニューギン）
- バトルシーザーXXX（ミズホ）
- バトルリーガーX（SANKYO）
- 華一番（パイオニア）
- 花盛（SNKプレイモア）
- 華櫻（エマ）
- ハナダマシイ（パイオニア）
- 花伝説30（オリンピア）
- ハナノマイ-30（パイオニア）
- ハナマル!学園奮闘記!（アビリット）
- 花浪漫N-30（タイヨー）
- バーニングフラワー（岡崎産業）
- ハネスロナイツ（オーイズミ）
- ハネスロ林家一家（オーイズミ）
- ハネスロリラックマ（オーイズミ）
- バミューダ（ネイチャー・アセスメント）
- バリバリ伝説（平和）
- バリスタゴルフ（アイウィル）
- ハーレムエース2（ネット）
- ハワイ（ネット）
- ハワイっ娘（IGT）
- パワフルアドベンチャーZ6（SANKYO）
- パンダーゼット（ラスター）
- パンドラ（アリストクラートテクノロジーズ）

### ひ
- PiaキャロットへようこそGO（タイヨー）
- ビガー（エマ）
- ピカゴロウV（山佐）
- ピカ吾郎V2（山佐）
- ピカスロ（ヤーマ）
- ぴかっとシーサー（デンケン販売）
- 氷川きよし劇場（バルテック）
- ビーキッズクラブ（オリンピア）
- ビジトジ（銀座）
- ビーチクラブ（ビスティ）
- BIG APPLE A30（イープレイ）
- ビッグシオV（パイオニア）
- ビッグハイビ-30（パイオニア）
- ビッグフォーU（ベルコ）
- 必勝金閣寺物語〜古都絢爛〜（高砂電器産業）
- beatmania（KPE）
- ビーバップ1（エレコ）
- 秘宝伝〜太陽を求める者達〜（大都技研）
- 秘宝伝〜封じられた女神〜（大都技研）
- ヒミコスタイル（エール）
- 卑弥呼伝説R（パレス興業）

### ふ
- ファイアーヒーロー（アトム）
- ファイアーヒーローII（アトム）
- ファイヤービーク（コルモ）
- ファニーサンタ2（タイヨー）
- ファンシーポリス（岡崎産業）
- フィーバーロード・オブ・ザ・リング（ビスティ）
- 不死鳥 沖 圭一郎（エマ）
- ぶっちゃけはっちゃけ大奥浪漫（ラスター）
- ぷよぷよ!（タイヨーエレック）
- ブリチカ30（パイオニア）
- プリティ戦記（KPE）
- BREAKER（ラスター）
- プレミアムダイナマイト（ロデオ）
- 噴火でDON!（トリビー）

### へ
- 平成カツヲ伝説（ヤーマ）
- ペガサスNEO（エマ）

### ほ
- 豊漁（北電子）
- ホークIII（JPS）
- 北斗の拳2　Next zone 将（サミー）
- 北斗の拳2　Next zone 闘（サミー）
- 北斗の拳2 乱世覇王伝 天覇の章（サミー）
- 炎の熱血教師（ロデオ）
- BON JOVI（北電子）
- ボンバーマンビクトリー（サミー）

## ま

### ま
- まぁさん（ラスター・アルチザン）
- マイジャグラー（北電子）
- マイジャグラーII（北電子）
- 舞-HiME（岡崎産業）
- 魔界城（岡崎産業）
- マキシマムインパクト（SNKプレイモア）
- 鮪伝説（大都技研）
- まことちゃん（ヤーマ）
- 政宗（大都技研）
- マジカルスロット魔法少女隊アルス（藤商事）
- マジカルハロウィン（KPE）
- マジカルハロウィンR（KPE）
- マジカルハロウィン2（KPE）
- マジカルハロウィン3（KPE）
- マジシャン（ファースト）
- マジックスパイス（岡崎産業）
- マジックモンスター2〜ライバル達の挑戦状〜（オリンピア）
- マジックライアン（ネイチャーアセスメント）
- マハロ－30（北電子）
- 麻雀王利一（タイヨー）
- マスクオブゾロ（ロデオ）
- MAX448（ウィンネットテクノロジー)
- マックスノトリプルクラウンWII-30（WIZARD）
- マッドジー（SNKプレイモア）
- マッハGOGOGO2（アリストクラートテクノロジーズ）
- マッハGOGOGO3（アリストクラートテクノロジーズ）
- まつりば!（大都技研）
- まつり屋華恋（フォープ）
- マーベルヒーローズ（タイヨーエレック）
- 茉莉花の剣（ネット）
- マリーンギャング（パイオニア）
- マリンフラッシュ（アビリット）
- 満開花桜（ビーム）

### み
- 美川 さそり座のサラリーマン（オーイズミ）
- ミスターマジックネオ（サミー）
- Mr.MARIC（ベルコ）
- ミッション・イン・ポッシブー（マツヤ商会）
- 緑ドン（エレコ）
- 緑ドンVIVA!情熱南米編（エレコ）
- みどりのマキバオー（平和）
- ミュージックボックス五木ひろし（JPS）
- 未来少年コナン（ニューギン）
- ミラクルジャグラー（北電子）
- みんなのジャグラー（北電子）
- ミリオンゴッド 〜神々の系譜〜（ミズホ）
- ミルキーマーチ（パイオニア）

### む
- 夢夢ワールドDXII（SANKYO）

### め
- 名探偵ホームズR（ビスティ）
- メガラニカ（ウィンネットテクノロジー/ラスター）
- メガミリオネア（ウィンネットテクノロジー/ラスター)
- めぞん一刻（オリンピア）
- めぞん一刻〜あなたに会えて、本当によかった〜（オリンピア）
- メタルスラッグSV-001（SNKプレイモア）
- めんそーれ2（エマ）

### も
- モエるまりんバトる（エレコ） ※「ラブリーチェリー」は販売名が違うのみの同型機
- 燃えよ!功夫大戦（山佐）
- モグモグ風林火山（ネット）
- もえろ!ハーレムエース（ネット）
- もっと楽シーサー（SANKYO）
- モーニング娘。（ビスティ）
- モバスロ ヱヴァンゲリヲン 〜真実の翼〜（ビスティ)
- モンキーモンキー（ヤーマ）
- モンスターセブン（遊人）

## や

### や
- 夜勤病棟（イレブン）
- やったネ! はるみちゃん（ヤーマ）
- ヤッターマン只今参上（平和）
- やっぱりいいネ!（エレコ）

### ゆ
- 夢花月（山佐）
- 夢幻の如く（IGTジャパン）

## ら

### ら
- らくちん沖姫（エレコ）
- ラクラクビスカス(パイオニア)
- 楽々温泉記（アイウィル）
- ラーゼフォン（ロデオ）
- ラブゲッCHU ミラクル声優白書（岡崎産業）
- ラブリージャグラーA（北電子）
- ランブルローズ（KPE）
- ランブルローズXX（KPE）
- ランボー怒りのパチスロ（オリンピア）

### り
- リオスパ Rioの大温泉（ネット）
- リオパラダイス（ネット）
- Rio2 -クルージング・ヴァナディース-（ネット）
- Rio2プレミアム（ネット）
- 力道山（サミー）
- リーチ目発見!スロガッパ（エレコ）
- リノNo.5（山佐）
- 琉球王朝30（オルカ）
- 琉球浪漫（タイヨー）
- 龍神伝（タイヨー）
- 竜馬翔ける!（岡崎産業）
- リングにかけろ1（銀座）
- リンダの狙いうち（IGT）

### る
- ルーニー・テューンズ バック・イン・アクション（オリンピア）
- ルパン三世|Fujiko〜100億＄の女神〜（オリンピア）
- ルパン三世〜ルパン一族の秘宝〜（平和）

### れ
- レキオ2-30（山佐）
- レッツドラゴーン（SANKO）
- レッドライオン（西陣）
- REVO（スター）

### ろ
- ロケットパニック（JPS）
- ロッキー・バルボアG（ビスティ）
- ロックユークイーン（エレコ）
- LOT8（イープレイ）
- LOT7（イープレイ）
- ロンゴロンゴ（アリストクラートテクノロジーズ）

## わ

### わ
- ワイルド7（ラスター）
- ワイルドキャッツ（ラスター）
- ワイルドドッグ（パラジェーピー）
- ワニワニパニック〜キミのハートをワニづかみ〜（大一）
- わんぱくパイロット大冒険（岡崎産業）
- ワンバー1A-30（ベルコ）

### ん
- ンゴロポポス〜ピンチ!捕われの爺〜（大都技研）